# جوریناتس (سورییگ)
جوریناتس (به صربی: Đurinac) یک منطقهٔ مسکونی در صربستان است که در سورییگ واقع شده‌است. جوریناتس ۲۰۰ نفر جمعیت دارد.